# Dänischer Fußballpokal 1973/74
Der Dänische Fußballpokal 1973/74 war die 20. Austragung des dänischen Pokalwettbewerbs der Männer. Er wurde vom dänischen Fußballverband ausgetragen. Das Finale fand traditionell am Himmelfahrtstag (23. Mai 1974) im Københavns Idrætspark von Kopenhagen statt. Pokalsieger im Duell der Zweitligisten wurde Vanløse IF, der sich im Finale gegen Odense BK durchsetzte.
Alle Begegnungen wurden in einem Spiel ausgetragen. Bei unentschiedenem Ausgang wurde zur Ermittlung des Siegers eine Verlängerung gespielt. Stand danach kein Sieger fest, folgte ein Elfmeterschießen. Ab dem Halbfinale wurde bei einem Remis das Spiel wiederholt.

## 1. Runde
Es nahmen 56 Mannschaften von der dritten Klasse abwärts teil.

## 2. Runde
Teilnehmer waren die 28 Sieger der ersten Runde und die zwölf Vereine aus der 2. Division 1973.

## 3. Runde
Teilnehmer: Die 20 Sieger der zweiten Runde und die zwölf Vereine aus der 1. Division 1973.
|                      | Ergebnis              |                    |
| -------------------- | --------------------- | ------------------ |
| AB Gladsaxe          | 3:4                   | Aalborg BK         |
| Aarhus GF            | 1:3                   | Vanløse IF         |
| IF AIA-Tranbjerg     | 3:1                   | Brøndby IF         |
| B 1901 Nykøbing      | 0:2                   | B.93 Kopenhagen    |
| B 1903 Kopenhagen    | 3:4                   | Ikast FS           |
| B 1913 Odense        | 1:1 n. V. (3:5 i. E.) | Silkeborg IF       |
| Frederikshavn fI     | 2:0                   | Lyngby BK          |
| Helsingør IF         | 4:0                   | Hellas BK Valby    |
| Herfølge BK          | 1:2 n. V.             | Odense BK          |
| Herning Fremad       | 0:5                   | BK Frem Kopenhagen |
| Horsens fS           | 3:2                   | Slagelse B&I       |
| Kastrup BK           | 2:4                   | Hvidovre IF        |
| Kjøbenhavns Boldklub | 3:1                   | Tårnby BK          |
| Næstved IF           | 1:1 n. V. (3:4 i. E.) | Køge BK            |
| Randers SK Freja     | 0:2                   | B 1909 Odense      |
| Vejle BK             | 2:1                   | Esbjerg fB         |

## 4. Runde
Teilnehmer: Die 16 Sieger der dritten Runde.
|                      | Ergebnis              |                  |
| -------------------- | --------------------- | ---------------- |
| B 1909 Odense        | 4:1                   | B.93 Kopenhagen  |
| BK Frem Kopenhagen   | 3:5                   | Hvidovre IF      |
| Helsingør IF         | 1:2                   | Silkeborg IF     |
| Horsens fS           | 0:2                   | Odense BK        |
| Ikast FS             | 2:4                   | Vanløse IF       |
| Kjøbenhavns Boldklub | 4:1                   | IF AIA-Tranbjerg |
| Køge BK              | 2:2 n. V. (3:5 i. E.) | Aalborg BK       |
| Vejle BK             | 4:3                   | Frederikshavn fI |

## Viertelfinale
|               | Ergebnis              |                      |
| ------------- | --------------------- | -------------------- |
| B 1909 Odense | 2:2 n. V. (4:5 i. E.) | Vanløse IF           |
| Odense BK     | 2:0                   | Vejle BK             |
| Silkeborg IF  | 1:4                   | Kjøbenhavns Boldklub |
| Aalborg BK    | 1:0                   | Hvidovre IF          |

## Halbfinale
|            | Ergebnis  |                      |
| ---------- | --------- | -------------------- |
| Vanløse IF | 0:0 n. V. | Kjøbenhavns Boldklub |
| Aalborg BK | 0:4       | Odense BK            |

### Wiederholungsspiel
|                      | Ergebnis |            |
| -------------------- | -------- | ---------- |
| Kjøbenhavns Boldklub | 1:2      | Vanløse IF |

## Finale
| Paarung        | Vanløse IF – Odense BK |
| Ergebnis       | 5:2 (1:1) |
| Datum          | 23. Mai 1974 |
| Stadion        | Københavns Idrætspark, Kopenhagen |
| Zuschauer      | 20.000 |
| Schiedsrichter | Edgar H. Pedersen |
| Tore           | 1:0 Birger Mauritzen (29.) 1:1 Robert Olsen (43.) 1:2 Niels Møler Kristensen (47.) 2:2 Bjarne Pettersson (57.) 3:2 Tommy Kristiansen (60.) 4:2 Jacob Rossander (80.) 5:2 Jacob Rossander (86.)                                     |
| Vanløse IF     | Jan Madsen – Erik Eriksen, Bo Strøm, Mogens Westegaard, Poul Søborg – Steen Madsen, Jacob Rossander, Birger Mauritzen – Jan Pettersson, Tommy Kristiansen, Bjarne Pettersson (70. Frank Nielsen). Cheftrainer: Henning Vestergaard |
| Odense BK      | Rune Andersen – Kaj Aage Christensen, Poul Andersen, Per Bartram, Robert Olsen – Uffe Petersen, Jens Andersen, Allan Hansen – Jørgen Aagaard, Niels Møler Kristensen, Preben Knudsen (63. Jørgen Breum). Cheftrainer: Kaj Hansen   |